# Agustín Álvarez Martínez
Agustín Álvarez Martínez (San Bautista, 19 de mayo de 2001) es un futbolista uruguayo que juega como delantero en la U. S. Sassuolo Calcio de la Serie A.

## Trayectoria

### Inferiores en Peñarol
Completó todas las categorías inferiores en Peñarol, logrando  campeonatos en varias categorías y saliendo goleador otras tantas. En su periodo por las juveniles logró anotar 113 goles en 170 partidos.

### Peñarol
El 12 de septiembre de 2020 debutó oficialmente en el conjunto carbonero. Fue frente a Montevideo City Torque, en el Campeón del Siglo -correspondiente a la fecha 12 del Apertura 2020; ingresó a los 25 minutos de juego por el lesionado Nicolás Franco, y realizó un encuentro correcto. El partido resultó en empate 0-0. A los 3 días debutaría en la Copa Libertadores, en Santiago de Chile, frente a Colo-Colo. En este partido el equipo mirasol perdió 2-1. Su primer gol llegaría el 19 de septiembre del mismo año, enfrentando a Plaza Colonia de visitante.
En 2021 disputó con Peñarol la Copa Sudamericana, la cual llegaría a instancias de semifinales y sería el goleador de dicho torneo, marcando 10 goles en 14 partidos jugados.

## Selección nacional
Álvarez representó a la selección uruguaya sub-20 en 6 ocasiones, sin lograr convertir goles. El 29 de agosto de 2021, tras las bajas de Cavani y Suárez, fue citado por el entrenador Óscar Washington Tabárez para disputar la triple jornada de clasificación para el Mundial de Catar 2022. Debutó el 5 de septiembre en el Estadio Campeón del Siglo frente Bolivia y anotó uno de los goles del triunfo uruguayo.

### Participaciones con la selección mayor
| Partidos | Partidos  | Partidos  | Partidos                | Partidos              | Partidos                   | Partidos | Partidos                  | Partidos        | Partidos |
| N.º      | Rival     | Resultado | Fecha                   | Lugar                 | Competencia                | Goles    | Cambio                    | DT              | Ref.     |
| -------- | --------- | --------- | ----------------------- | --------------------- | -------------------------- | -------- | ------------------------- | --------------- | -------- |
| 1        | Bolivia   | 4:2       | 5 de septiembre de 2021 | Montevideo, · Uruguay | Eliminatorias Mundial 2022 | 46'      | -                         | Oscar W.Tabárez |          |
| 2        | Ecuador   | 1:0       | 9 de septiembre de 2021 | Montevideo, · Uruguay | Eliminatorias Mundial 2022 | -        | 73' por Maximiliano Gómez | Oscar W.Tabárez |          |
| 3        | Argentina | 0:1       | 12 de noviembre de 2021 | Montevideo, · Uruguay | Eliminatorias Mundial 2022 | –        | 63' por Matías Vecino     | Oscar W.Tabárez |          |
| 4        | Bolivia   | 0:3       | 16 de noviembre de 2021 | La Paz, · Bolivia     | Eliminatorias Mundial 2022 | –        | -                         | Oscar W.Tabárez |          |

## Estadísticas

### Clubes
Actualizado al 1 de junio de 2025.
| C. A. Peñarol · Uruguay        | 1.ª           | 2020          | 24  | 10 | ― | ― | 5  | 0  | 29  | 10 | 0.34 |
| C. A. Peñarol · Uruguay        | 1.ª           | 2021          | 26  | 13 | ― | ― | 14 | 10 | 40  | 23 | 0.59 |
| C. A. Peñarol · Uruguay        | 1.ª           | 2022          | 13  | 1  | 1 | 0 | 6  | 0  | 20  | 1  | 0.05 |
| C. A. Peñarol · Uruguay        | Total club    | Total club    | 63  | 24 | 1 | 0 | 25 | 10 | 89  | 34 | 0.38 |
| U. S. Sassuolo Calcio · Italia | 1.ª           | 2022-23       | 22  | 1  | 1 | 0 | ―  | ―  | 23  | 1  | 0.04 |
| U. S. Sassuolo Calcio · Italia | 1.ª           | 2023-24       | 0   | 0  | 0 | 0 | ―  | ―  | 0   | 0  | 0    |
| U. S. Sassuolo Calcio · Italia | Total club    | Total club    | 22  | 1  | 1 | 0 | 0  | 0  | 23  | 1  | 0.04 |
| U. C. Sampdoria · Italia       | 2.ª           | 2023-24       | 14  | 1  | ― | ― | ―  | ―  | 14  | 1  | 0.07 |
| U. C. Sampdoria · Italia       | Total club    | Total club    | 14  | 1  | 0 | 0 | 0  | 0  | 14  | 1  | 0.07 |
| Elche C. F. · España           | 2.ª           | 2024-25       | 37  | 8  | 3 | 1 | ―  | ―  | 40  | 9  | 0.23 |
| Elche C. F. · España           | Total club    | Total club    | 37  | 8  | 3 | 1 | 0  | 0  | 40  | 9  | 0.23 |
| Total carrera                  | Total carrera | Total carrera | 136 | 34 | 5 | 1 | 25 | 10 | 166 | 45 | 0.27 |
| 1. 2. 3. 4.                    |               |               |     |    |   |   |    |    |     |    |      |

### Selección mayor
Actualizado al 16 de noviembre de 2021. 
| Selección mayor · Uruguay | 2021          | 4 | 1 | - | - | - | - | 4 | 1 | 0.25 |
| Total carrera             | Total carrera | 4 | 1 | 0 | 0 | 0 | 0 | 4 | 1 | 0.25 |
| 1.                        |               |   |   |   |   |   |   |   |   |      |

## Palmarés

### Títulos nacionales
| Título              | Club          | País    | Año  |
| ------------------- | ------------- | ------- | ---- |
| Torneo Clausura     | C. A. Peñarol | Uruguay | 2021 |
| Campeonato Uruguayo | C. A. Peñarol | Uruguay | 2021 |
| Supercopa Uruguaya  | C. A. Peñarol | Uruguay | 2022 |

### Distinciones individuales
| Distinción                                            | Año  |
| ----------------------------------------------------- | ---- |
| Máximo goleador de la Copa Sudamericana (10 goles)    | 2021 |
| Joven Talento del Campeonato Uruguayo                 | 2021 |
| Integrante del Equipo del Año del Campeonato Uruguayo | 2021 |